# Station d'Abraham
 (mars 2017).
Si vous disposez d'ouvrages ou d'articles de référence ou si vous connaissez des sites web de qualité traitant du thème abordé ici, merci de compléter l'article en donnant les références utiles à sa vérifiabilité et en les liant à la section « Notes et références ».
La station d'Abraham ou Maqâm Ibrahim (en arabe : مَقام إبراهيم) est une pierre sacrée pour l'islam car elle porterait les traces des pieds d'Abraham, qu'il laissa en prenant appui sur elle lors des travaux de construction de la Kaaba.
Elle se trouve à La Mecque dans l'enceinte de la Mosquée al-Harâm, en face du mur de la porte d'entrée de la Kaaba.

## Historique

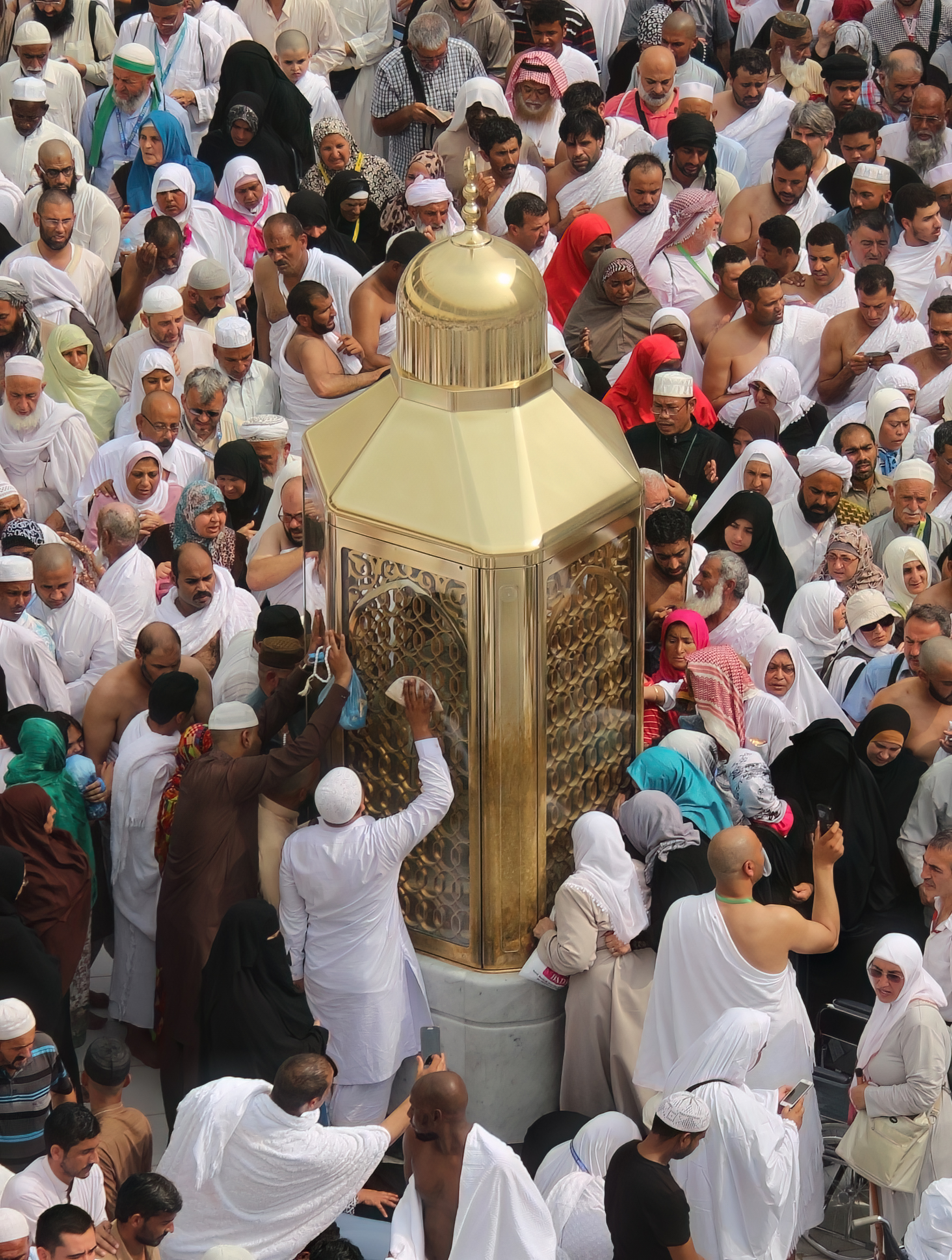
Pèlerins autour de la station d'Abraham, en 2016.

Dans l'Arabie préislamique, les Arabes vénéraient la Kaaba et les deux pierres sacrées que sont la pierre noire et la pierre du maqam.
Un verset de la sourate "La famille Imran" fait allusion au lieu où Abraham s'est tenu debout (sourate 3, verset 97). Ce lieu et cet épisode sont une « référence explicite » à la citation biblique : « Abraham se leva de bon matin, pour aller au lieu où il s'était tenu en présence du Seigneur »
(Gn 19, 27) tandis qu'il se trouve près des villes de Sodome et Gomorrhe, en Jordanie actuelle, près de la Mer mortea   
Selon certaines traditions, cette pierre serait le lieu où se serait tenu le prophète Abraham quand il construisait la Kaaba avec son fils Ismaël. Tandis que le mur d'enceinte du temple s'élevait, Abraham serait monté sur la pierre pour en atteindre le sommet. Dieu aurait laissé la trace des pieds d'Abraham s'enfoncer légèrement dans la pierre pour y graver une empreinte miraculeuse qui perpétuerait la mémoire de la construction du bâtiment. Pour d'autres, il s'agit du lieu où la femme d'Ismaël aurait lavé la tête d'Abraham. Pour d'autres encore, ce lieu aurait été celui d'un prêche d'Abraham encourageant au pèlerinage à la Mecque.

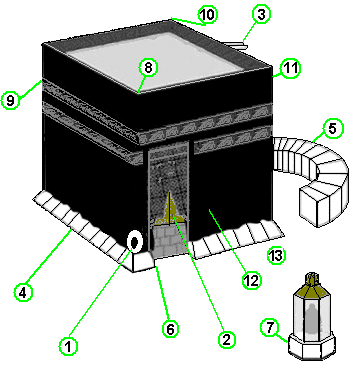
Schéma de la Kaaba. La station d'Abraham porte le numéro 7.

Le Coran exige des musulmans de faire la prière à cet endroit, en signe de respect pour la Kaaba et pour suivre l'exemple d'Abraham. On lit au verset 125 de la sourate 2, : « Prenez donc la station d'Abraham comme lieu de prière. » C'est ainsi que les pèlerins ont l'habitude de prier derrière la Kaaba après en avoir fait le tour, à la hauteur du maqâm. Cela en conformité avec ce qu'aurait fait le prophète Mahomet pendant son pèlerinage en 632.[réf. nécessaire]
Des traditions rapportent que la station d'Abraham était originellement localisée à proximité immédiate de la Kaaba. Elle aurait été déplacée, et cela déjà avant l'arrivée de l'islam. À la suite d'un mouvement du maqâm, lié à des intempéries, le deuxième calife, Omar, l'aurait réinstallé à sa place actuelle. Le monument se situe aujourd'hui du côté est de la Ka'ba, à l'intérieur de l'espace circulaire défini par la circumambulation.
La station d'Abraham a connu plusieurs systèmes de protection. Durant le califat abbasside, un cadre de métal entourait la pierre pour éviter tout effritement.[réf. nécessaire] Au xxe siècle, les autorités  saoudiennes l'ont fait recouvrir d'un édicule de verre (de 30 centimètres d'épaisseur) enchâssé dans des plaques protectrices de bronze et de métal doré.

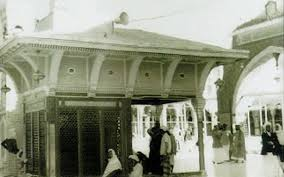
L'ancienne station d'Abraham, en 1922.

Selon l'historien al-Fakihi (m. entre 272-279 AH, la pierre porterait une inscription qu'il n'a pu traduire. Une copie tardive de la transcription d'al-Fakihi permet d'y reconnaître des lettres sud-arabiques.